# Antioch IV Epifanes (król Kommageny)
Antioch IV Epifanes, właśc. Gajusz Juliusz Antioch IV Epifanes (gr.: Γάιος Ἰούλιος Ἀντίοχος ὀ Ἐπιφανής, Gáios Ioúlios Antíochos ó Epifanḗs, ur. przed 17, zm. po 72 n.e.) – ostatni król Kommageny z ormiańskiej dynastii Orontydów od 38 do swej śmierci. Syn króla Kommageny Antiocha III Filokajsara i królowej Jotapy II.

## Młodość
Rodzice Antiocha IV byli rodzonym rodzeństwem. Antioch z siostrą Jotapą byli bardzo młodzi, kiedy zmarł ojciec Antioch III Filokajsar w 17 r. Cesarz rzymski Tyberiusz po uzgodnieniu z obywatelami Kommageny, co do przyszłości ich królestwa, wcielił kraj do rzymskiej prowincji Syrii. Między 17 a 38 r. Antioch z siostrą uzyskał rzymskie obywatelstwo oraz imię Gajusz Juliusz. Mieszkał i dorastał z siostrą w Rzymie. Przebywał na dworze Antonii Młodszej. Antonia była bardzo wpływową kobietą nadzorującą krąg różnych książąt i księżnych. Jej krąg brał udział w politycznym zachowywaniu granic cesarstwa rzymskiego i spraw państw klienckich.

## Odzyskanie dziedzictwa
W 38 r. Antioch otrzymał od nowego cesarza Kaliguli, wnuka Antonii, przywrócenie królestwa Kommageny. Cesarz dał mu dodatkowo Cylicję Trachejską, graniczącą z brzegiem morskim, po zmarłym jej władcy Archelaosie II. Powody dla których doszło do takiej sytuacji pozostają niejasne; prawdopodobnie to posunięcie Kaliguli było wynikiem jego dobrze poświadczonej ekscentryczności. Kaligula bowiem przyjaźnił się w młodości z książętami pobierającymi naukę w Rzymie, wśród których był Antioch IV. Jednak ta przyjaźń nie trwała długo, bowiem Antioch IV stracił królestwo, by później zostać ponownie przywrócony (41 r.) do władzy przez cesarza Klaudiusza. Zachował także Cylicję dzięki przeciwstawieniu się powstaniu Kietajów pod wodzą Troksoborysa w 52 roku. Antioch posługując się pochlebstwami wobec ludu a intrygą wobec wodza, doprowadził do podziału wrogów. Po zabójstwie Troksoborysa i kilku ze starszyzny uśmierzył bunt.

## Spotkanie w Tyberiadzie
W 42 r. Antioch IV został zaproszony na zgromadzenie do Tyberiady. Zostało ono zorganizowane przez Agryppę I, króla Judei, który zaprosił jeszcze kilku innych władców, takich jak Sampsigeramos II z Emesy, Kotys IX z Małej Armenii, Polemon II z Pontu oraz Herod, brat Agryppy I i król Chalkis. Te zgromadzenie wywołało natychmiastową reakcję namiestnika Syrii Marsusa. Uważał zgodę i przyjaźń królów za rzecz podejrzaną oraz sądził, że to porozumienie nie może być pożyteczne dla Rzymian. Wysłał swoich zaufanych do każdego z królów, by się bezzwłocznie rozjechali się do domu.

## Wsparcie wojskowe Rzymowi
W 55 r. otrzymał rozkazy od cesarza rzymskiego Nerona, by trzymać wojsko w pogotowiu przeciwko Partom. W 59 r. on posłużył pod dowództwem Gnejusza Domicjusza Korbulona przeciw królowi Armenii Tirydatesowi I, bratu króla partyjskiego Wologezesa I.
Gdy dochodziło do napaści na Żydów w egipskiej Aleksandrii, zarządca Syrii Cestiusz zebrał wojsko celem stłumienia zamieszek. Otrzymał także kontyngenty wojsk posiłkowych, w tym wysłanych przez Antiocha 2 tys. jeźdźców oraz 3 tys. pieszych (łuczników). Latem 69 r. stanął po stronie Wespazjana, kiedy ten został proklamowany w Egipcie cesarzem rzymskim, przed uznaniem go przez senat rzymski; wspominany jest jako jeden z najbogatszych zależnych królów. W 70 r. wysłał wojska pod rozkazami syna Epifanesa, by pomóc Tytusowi w oblężeniu Jerozolimy w czasie powstania żydowskiego.

## Utrata ojczyzny
Pod koniec 72 r. Antioch IV został oskarżony przez o spiskowanie przeciw Rzymianom. Rzymski namiestnik Syrii Lucjusz Cezenniusz Petus wysłał bowiem, nie wiadomo z jakiego powodu, pismo do cesarza z doniesieniem, jakoby Antioch z synem Epifanesem chcieli oderwać sięod Rzymu oraz że zawarli układ z Partami. Wespazjan kazał mu działać. Petus wkroczył do Kommageny. Antioch nie stawiając oporu, porzucił kraj i uszedł z rodziną ze stolicy na niewielką odległość na równinę i rozbił tam obóz. Namiestnik po zdobyciu Samosaty ruszył na niego. Król, w przeciwieństwie do synów Epifanesa i Kallinikosa, nadal unikał starcia. Zabrał żonę i córki i uciekł do Tarsu w Cylicji. Petus wysłał tam setnika, który związał i wysłał Antiocha do Rzymu. Wespazjan nie będąc zadowolony z jego traktowania kazał go jeszcze w drodze uwolnić i pozostawić w Lacedemonie. Dał mu dochody finansowe, by mógł wieść godne życie. Gdy syn Epifanes i jego ludzie dowiedzieli się o tym, poprosili cesarza o przebaczenie. Po otrzymaniu go przybyli do Rzymu, gdzie dołączył do nich Antioch. Ten pozostał tam z rodziną do końca życia, żyjąc w dostatku i ciesząc się czcią.

## Działalność społeczna i urbanizacyjna
Po wyborze na urząd miejski greckiego miasta Chios ofiarował piętnaście talentów srebra. Mieszkańcy przeznaczyli podarunek na wybicie monet z napisem dar króla Antiocha. Król Kommageny prowadził także działalność na polu urbanizacyjnym, tak jak cesarze, czy inni władcy zależni. Założył lub ponownie założył Germanikeję w swoim kraju, Antiochię nad Kragosem, Jotape (ob. Aytap w Turcji), Filadelfię, Germanikopolis oraz Ejrenopolis w Cylicji Trachejskiej.

## Potomstwo
Antioch IV z siostrą-małżonką i królową Julią Jotapą III Filadelf miał czworo dzieci (dwóch synów i dwie córki):
- Gajusz Juliusz Archelaos Antioch Epifanes, przyszły małżonek Klaudii Kapitoliny, córki Tyberiusza Klaudiusza Balbillusa, prefekta Egiptu; miał z nią syna i córkę:
  - Gajusz Juliusz Epifanes Filopappos, konsul rzymski z r. 109
  - Julia Balbilla (ok. 130)
- Gajusz Juliusz Kallinikos
- Jotapa, późniejsza żona Aleksandra IV, króla Cylicji
- córka nieznanego imienia